# İlber Uygar Kaboğlu
İlber Uygar Kaboğlu (* 5. April 2004 in Istanbul) ist ein türkischer Schauspieler.

## Leben und Karriere
Kaboğlu wurde am 5. April 2004 in Istanbul geboren. Er besuchte das Saha Atölye Studio. Sein Debüt gab er 2016 in der Fernsehserie İçerde. Von 2018 bis 2020 war er in der Serie Yasak Elma zu sehen. Außerdem bekam er 2018 in dem Film Locman eine Hauptrolle. Unter anderem spielte er 2019 in dem Film Topal Sükran'in Maceraları mit. 2023 setzte Kaboğlu seine Karriere in der Serie The Turkish Detective fort.

## Filmografie
Filme
- 2018: Locman
- 2019: Topal Sükran'in Maceraları

Serien
- 2016–2017: İçerde
- 2018–2020: Yasak Elma
- 2023: The Turkish Detective